# Morad Mostafa
Morad Mostafa, né le 1er décembre 1988 au  Caire (Égypte), est un réalisateur et scénariste égyptien.
Il est surtout connu pour son court métrage Paradis (ar) (2023), réalisé après un certain nombre d'autres films courts et révélé à la 62e Semaine de la Critique durant le 76e Festival de Cannes.
Son premier long métrage, Aisha ne s'envolera plus, est projeté en cours de réalisation dans le cadre du programme Final Cut au 81e Festival international du film de Venise et est présenté en première dans la section Un certain regard au Festival de Cannes 2025.

## Filmographie
Réalisation et scénario
- 2012 :  Manikin  (court métrage)
- 2015 :  Saleb Khamsa  (court métrage, uniquement réalisation)
- 2020 :  Henet Ward  (court métrage)
- 2021 :  What We don't know about Mariam  (court métrage)
- 2021 :  Khadiga  (court métrage)
- 2023 : Paradis (ar) (court métrage)
- 2025 : Aisha ne s'envolera plus  (en cours de production)

## Récompenses et distinctions
Morad Mostafa a reçu 22 prix et 104 nominations dont : 
| Prix                                            | Année | Catégorie                      | Travail      | Résultat         | Réf.  |
| ----------------------------------------------- | ----- | ------------------------------ | ------------ | ---------------- | ----- |
| Semaine de la critique / Festival de Cannes     | 2023  | Prix Nikon Discovery           | Paradis (ar) | Lauréat          | [ 5 ] |
| Semaine de la critique / Festival de Cannes     | 2023  | Rail d'or                      | Paradis (ar) | Lauréat          | [ 6 ] |
| Festival international du film Cinéfest Sudbury | 2023  | Meilleur court métrage         | Paradis (ar) | Lauréat          | [ 7 ] |
| Festival du film arabe de Malmö                 | 2024  | Compétition de courts métrages | Paradis (ar) | Mention spéciale | [ 8 ] |
| Festival du film de Whistler                    | 2023  | International ShortWork        | Paradis (ar) | Lauréat          | [ 9 ] |